# Protea piscina
Protea piscina (лат.) — кустарник, вид рода Протея (Protea) семейства Протейные (Proteaceae), эндемик Южной Африки.

## Описание

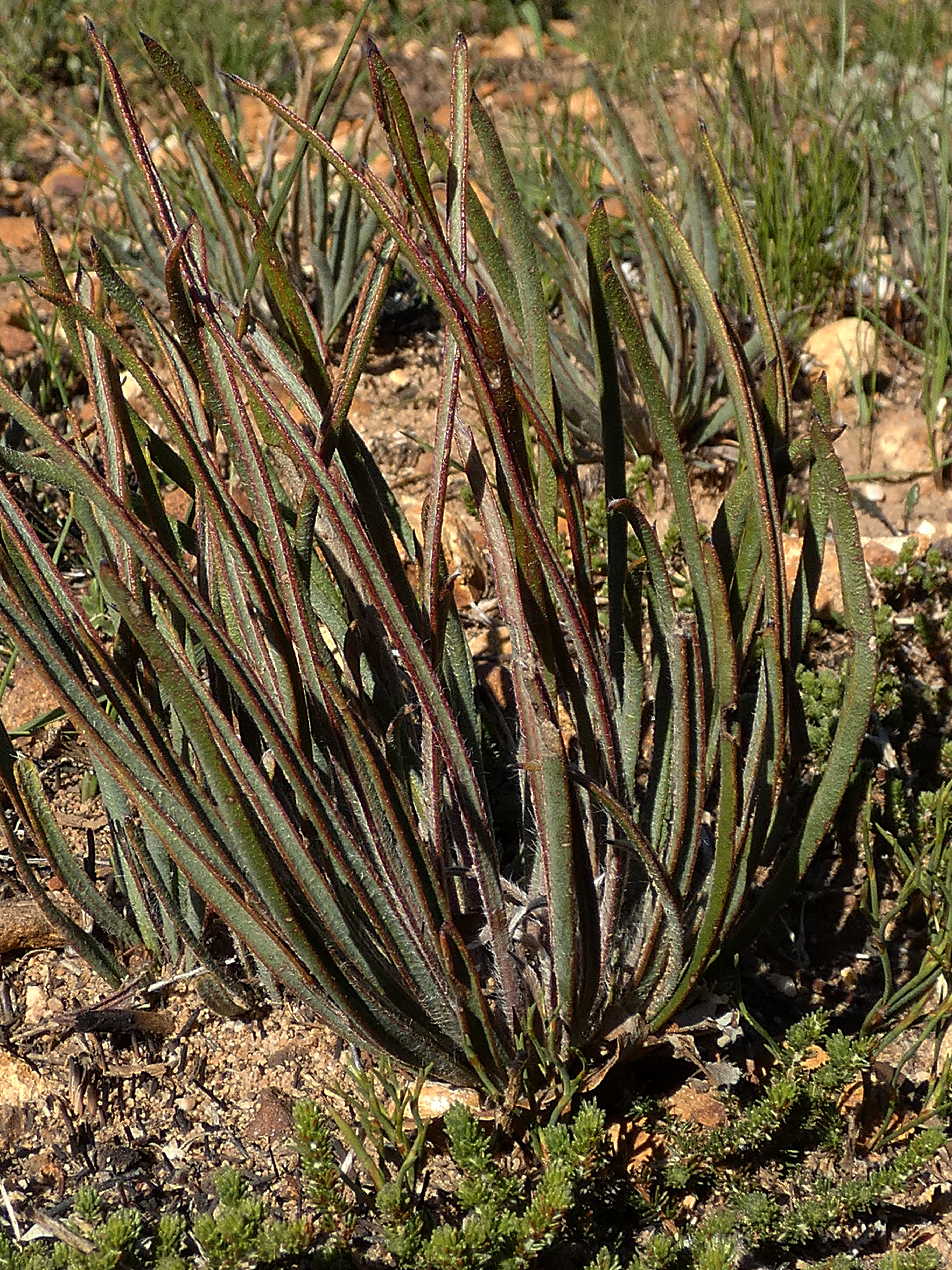
Общий вид

Protea petiolaris — кустарник, произрастающий в песчаном финбоше на высоте 400-1200 м над уровнем моря. Это долгоживущий вид, выживает при лесных пожарах, вновь вырастая из подземных стеблей. Семена хранятся в огнеупорных соцветиях, которые раскрываются после пожаров. Опыляется птицами.

## Таксономия
Вид был впервые описан южноафриканским ботаником Джоном Патриком Рурком в 1978 году.

## Распространение и местообитание
Protea petiolaris — эндемик Южной Африки. Встречается от Седерберга до Сиреса, в горах Лангеберх (горы): от Свеллендама до Риверсдейла.